# Casa Francesc Bosch i Mas
La casa Francesc Bosch i Mas és un edifici situat al carrer del Carme, 76-80 cantonada amb el de Joaquín Costa, al barri del Raval de Barcelona, del que s'està tramitant la inclusió en el Catàleg de Patrimoni com a bé cultural d'interès local.

## Història i descripció
El 1772, l'arquitecte Francesc Bosch i Mas, després d'haver refet la seva casa per dins, va demanar permís per a reformar-ne la façana. Segons la seva descripció, als baixos hi havia dos portals, un gran i l'altre petit; al primer pis, una finestra gran, i al segon, una galeria porxada. D'aquesta època daten els esgrafiats que la decoren, descoberts durant la restauració del 2021 i que representen motius relacionats amb la construcció. Francesc Bosch va morir cap al 1791 i fou succeït pel seu fill Pelegrí Bosch i Sagristà, sobrestant d'obres de fortificació, que al seu torn, seria succeït pel seu fill Francesc Gaietà Bosch i Torres, coronel d'Infanteria.
El 1853, Domènec Solà i Prat hi tenia un taller de construcció de maquinària especialitzat en premses i anomenat El Escudo de Hierro, i la seva residència i el despatx eren a la Rambla de Sant Josep, 12 (actualment Rambla, 96). El 1857 es va traslladar a un edifici de nova planta al carrer de Sant Erasme, i Francesc Gaietà Bosch va llogar la casa del carrer del Carme als fabricants d'objectes de bronze i argent Ramon Isaura i Cabret i Francesc de Paula Isaura i Fargas (1824-1885), pare i fill, per cinc anys consecutius a cadascú. El 1860 es van presentar a l'Exposició de Barcelona, rebent els elogis del cronista Orellana. Ramon Isaura va morir el 1862, i el 1866, el seu fill Francesc es traslladaria a la seva nova fàbrica del carrer de l'Om.

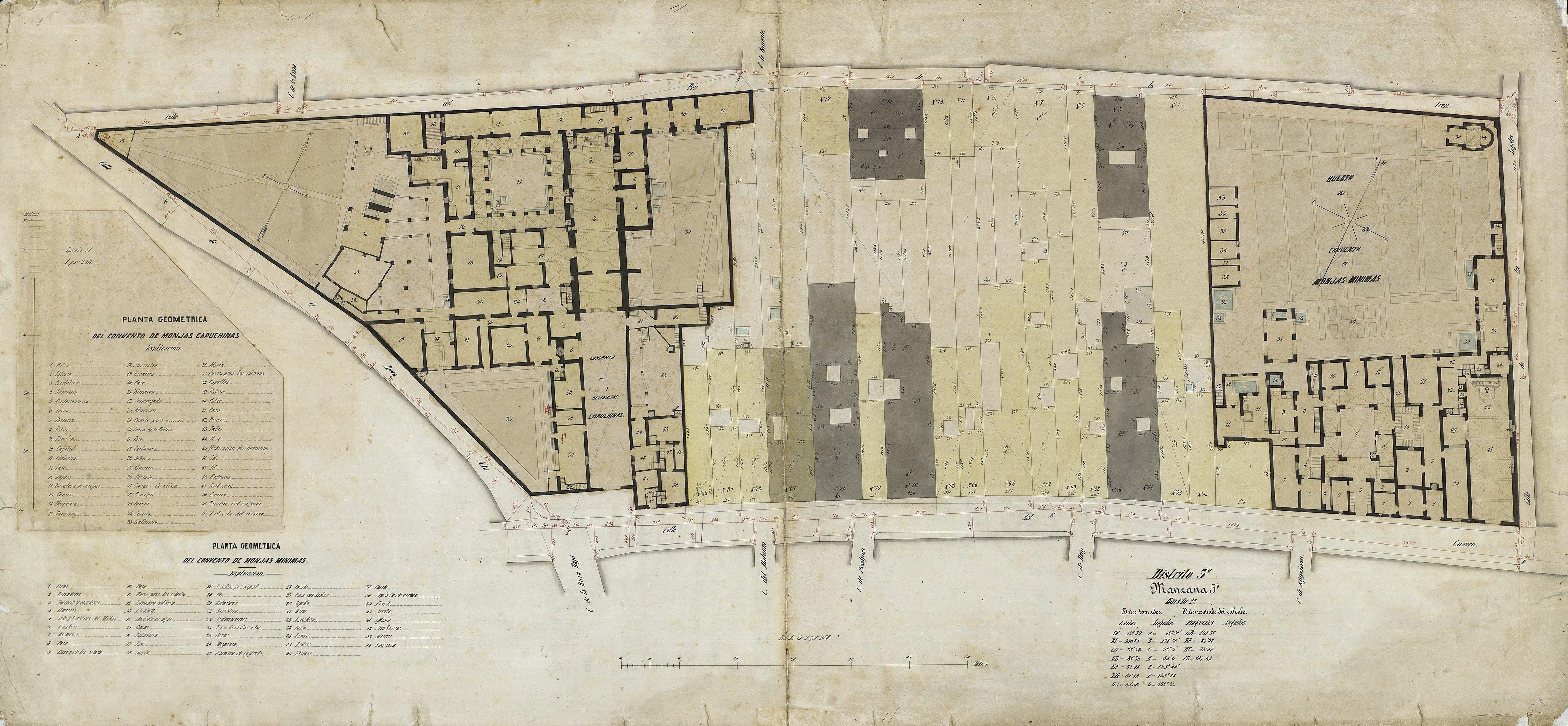
Quarteró núm. 52 de Garriga i Roca (c. 1860)

El 1858 es va aprovar el projecte de perllongació del carrer de Ponent (actualment Joaquín Costa), obra de l'arquitecte Carles Gauran i que afectava parcialment la finca. Per aquesta raó, el 1866, Francesc Gaietà Bosch va permutar una part de la seva finca a la banda del carrer del Peu de la Creu per una parcel·la de forma triangular del núm. 78 al seu veí Ramon Prats i Tarrech, propietari també del num. 74. Va morir poc després, i la seva vídua Socors Loredo i Hernández-Correa (†1886) i els seus fills Eduard, Emili, Pilar, Adelaida i Otília Bosch i Loredo en van emprendre la reforma per adaptar la finca a les noves alineacions, construint un nou edifici al lloc de les «quadres» (actual núm. 4 del carrer de Joaquín Costa) a càrrec del mestre d'obres Ignasi Serrallach i Serratosa.
Eduard Bosch i Loredo, representant de l'Ajuntament i de la Cambra de Comerç de Barcelona a Madrid, va morir el 1895, i el seu germà Emili ho va fer el 1898. Pel que sembla, en aquella època se'n va fer la partició de l'herència, una de les beneficiàries de la qual fou Maria Assumpció Bosch i Bosch, filla d'Emili i casada amb Tomàs Mori i Ballester (†1953). El 1919, l'apoderat d'aquest va demanar permís per a arrebossar i repintar la façana, i novament el 1920 per a fer obres al terrat i remuntar-hi un àtic enretirat del frontis.